# The Kids Aren't Alright
"The Kids Aren't Alright" é um single da banda estadunidense The Offspring, lançado dia 21 de setembro de 1999 pela gravadora Columbia Records. A canção faz parte da trilha sonora do filme estadunidense The Faculty, de 1998.

## Significado
A música reflete a perda de inocência e o confronto com uma realidade dura, onde jovens que antes tinham grandes sonhos acabam enfrentando desilusões e tragédias. A letra descreve uma vizinhança vibrante que se deteriora com o tempo, e pessoas como Jamie e Mark, que não alcançam suas expectativas iniciais, são mencionadas como exemplos de vidas desviadas. Temas como suicídio e abuso de substâncias são abordados, e o refrão expressa nostalgia e perda, destacando a fragilidade da vida e a destruição de sonhos .

## Sucesso
Fato que essa música é mais famosa do grupo , diz a revista britânica dedicada ao rock Kerrang! .  Porém é  a segunda música mais ouvida da banda no serviço de streaming Spotify . O videoclipe é a música mais escutada da banda no YouTube.

## Letra
Percebe-se vendo o videoclipe da música que a letra é sombria, destacando como crianças de um bairro, que um dia tiveram sonhos de uma vida melhor, acabam sucumbindo às dificuldades e desafios da realidade. A música começa com uma reflexão sobre como o futuro prometia muito para os jovens, mas logo enfatiza como isso se desmorona em tragédias pessoais  desemprego  , dependência de drogas, violência e morte. A mensagem é poderosa e emocional, transmitindo a sensação de desesperança e decepção e fazendo uma critica social.
Dexter Holland escreveu a música depois de visitar sua cidade natal, Garden Grove, Califórnia, e descobrir que muitos de seus velhos conhecidos haviam encontrado problemas na vida. Em suas palavras, "O bairro parece Happy Days, mas na verdade é Twin Peaks", enquanto o guitarrista Noodles disse que a música apontava a subversão da ideia de que "você cresce esperando que você e seus amigos tenham um futuro brilhante.
As imagens são demonstradas com sua inflexibilidade em opiniões e comportamentos, pintando um retrato da vida adulta marcada pelo desgaste - muito longe das crianças promissoras que já foram. A linha sugere uma perda comunal, uma luta coletiva que une essas vidas em seus destinos não realizados. É um comentário poderoso sobre o declínio muito comum da juventude suburbana da América.

## Videoclipe
Apresenta uma sala com um fundo de abandono ou atividade familiar em diferentes momentos. No centro da sala, há cenas de várias pessoas, incluindo uma aparição de Bif Naked, fazendo coisas e movimentos estereotipados; ocasionalmente os membros da banda aparecem. A câmera gira ao redor da sala e a mudança das cenas de pessoas constantemente se transformando e mudando entre si.
O fundo pode ser visto mudando entre duas linhas do tempo, uma onde a cena é o passado, onde as coisas são novas e brancas, e dias modernos, onde é sombrio e monótono.
O videoclipe, dirigido por Yariv Gaber, lançado um mês antes do CD single recebeu grande airplay na MTV. Mais tarde, foi indicado para Melhor Direção no MTV Video Music Awards. Os visuais do vídeo são feitos com técnicas de rotoscopia.

## Faixas[14]

### Prensagem original
1. "The Kids Aren't Alright"
2. "Pretty Fly (for a White Guy)" (ao vivo)
3. "Walla Walla" (ao vivo)

### Prensagem alternativa
1. "The Kids Aren't Alright"
2. "Pretty Fly (for a White Guy)" (ao vivo)
3. "Walla Walla" (ao vivo)
4. "Pretty Fly (for a White Guy)" (videoclipe da versão Enhanced CD)

### Segunda prensagem alternativa
1. "The Kids Aren't Alright"
2. "Pretty Fly (for a White Guy)" (ao vivo)
3. "Walla Walla" (ao vivo)
4. "Why Don't You Get a Job?" (ao vivo)

### Terceira prensagem alternativa
1. "The Kids Aren't Alright"
2. "Walla Walla" (ao vivo)
3. "Pretty Fly (for a White Guy)" (videoclipe da versão Enhanced CD)

## Paradas e posições
| País/Parada (1999)                             | Melhor posição |
| ---------------------------------------------- | -------------- |
| Bélgica (Ultratop 50 da Valônia)               | 43             |
| França (SNEP)                                  | 32             |
| Alemanha (Offizielle Deutsche Charts)          | 45             |
| Países Baixos (Single Top 100)                 | 29             |
| Nova Zelândia (Recorded Music NZ)              | 39             |
| Suécia (Sverigetopplistan)                     | 16             |
| Reino Unido (UK Singles Chart)                 | 11             |
| Estados Unidos (Billboard Alternative Airplay) | 6              |
| Estados Unidos (Billboard Mainstream Rock)     | 11             |